# Мета (часопис, 1863)
«Мета» — український часопис народовецького напрямку, який виходив у Львові у (вересень 1863 — грудень 1865), наступник часопису «Вечерниці». Головний редактор — Ксенофонт Климкович.

## Тематика
Про вихід нового журналу «Мета» містилося повідомлення в останньому числі газети «Вечерниці». Через хворобу очей редактора Ксенофонта Климковича перший номер вийшов у вересні 1863 р.
Новий журнал успадкував передплатників попередника і мав виходити за його програмою. Епіграфом редакція обрала Шевченкові слова: «У своїй хаті своя правда, і сила, і воля», що стануть провідним гаслом у майбутньому й журналу «Правда», провідного органу другого періоду народовської журналістики. Уперше в «Меті» було вжито поняття «своя правда» у значенні «українська національна ідея». Кожен випуск журналу іменувався «томом».
У програмі часопису мовилося:
«Скрізь у нас чується потреба такого письма, щоб було огнищем руської народної ідеї, розбуджувало б самовіжу народню, причинялось би до самостайного подвигнення народу з його упадку і до скорішого розвою його духовної жизні і вещественного добра на умовах єдино можливих — на основі своєї народньої істоти… Самостайна народня література і народньо-політичне становище — се єсть те поле, на котрому ворошньою працею доконується в народах великого діла… Здобування самостійної народи ьої руської літератури на основі одностайного розвою народньої річи в письмі і мові, і бережений від прямовання до якої-не-будь іншої слов'янської словесности, отже, збереження рідної мови від язикової централізації, то одно діло. Заступованнє гадки о народньому єдинстві і народній самостійності всего южно-руського люду і одзисканнє його прав природніх і політичних через розбудженнє його народньо-політичної чинности на законній дорозі — отже, з уваженнєм двоїстих династичних і государственних інтересів, то друге діло. Одно і друге найде в нашому органі вірного заступника, щирого робітника і невсипущого сторожа… В состав „Мети“ входить будуть статті двоякої грясті (змісту): Літературні і політичні. Будуть, отже, поміщатися писані твори с краснорічмої і наукової словности статті односящіся до політичного, соціального, релігійного й культурного буту всего руського народу».

Зміст журналу різноманітний: дописи про українське життя під Росією, цінні статті на політичні теми, зокрема К. Климковича. На сторінках «Мети» публікувалися художні твори Тараса Шевченка, Пантелеймона Куліша («Дума про Саву Кононенка», «1637 р.» тощо), Євгена Гребінки, Маринчука (Володимир Антонович), Данила Мордовцева, Гургурдядька.
У часопису були рубрики: «Перегляд різних часописів роз'яснюючих руське питання», «Ровесна (сучасна) літопис», «Жива словесність» (з відділом збірки пісень, оповідань і приповідок народних).
У числі З-му автор статті «Письмо до громади», підписаний як «Невідомий з-поміж гурту» (Д. Танячкович), гостро полемізував з представниками старорусько-москвофільського табору, солідаризуючись із українофілами Наддніпрянщини.
У четвертому номері часопису «Мета», який вийшов у грудні 1863-го року, вперше в Україні був опублікований вірш Павла Чубинського «Ще не вмерла Україна». У газеті були опубліковано також декілька віршів Тараса Шевченка, тож під цим твором стояло прізвище Кобзаря.
Поему Гургурдядька (псевдонім) «Могильні сходини», опубліковану в двох числах 1863 р., редакція дала з такою приміткою:
«Автор, посилаючи нам отсю поему, каже: „Придивіться ви до неї гарненько; тут вам наш край, який він тепер. Отут та біда, що наш люд терпить і від історичної брехні, що у нас розпустили поміж народом, і від москалів, і від ляхів, і від жидів, і від інших всяких грабителів“.
У статті „Становище Руси супроти ляцько-московської борби“ Ксенофонт Климкович писав:
„Ляхи і москалі б'ються без відомости русинів, яких не признають обоє. Який не будь кінець візьме теперішня борба, то неприготованими він нас не застане… наша доля не ззаду нас, но перед нами, і що ми тоді аж доберемося до неї, як займем своє місце в сім'ї слав'янській“.
Часопис розміщував на своїх шпальтах дописи з Наддніпрянщини. В одному з них автор („Українець“) звертається до галичан:
„Віруючи в симпатію братів галичан, віруючи в стару слов'янську правду, ударяємось до вас з нашим горем, просимо вас прийнять і заявить наш голос, як тільки ви справді ставите вашим ділом життя та добро народне, а не сковані здалека теорії про московську силу, як живете своїм розумом, а не піддаєтеся під ману клирикалів, що виросли в московських семинаріях та научились у них славить казенного Бога, затративши всяке чуття народне, чоловіче та чесне… Опріч личної біди, українці виносять ще унижения невиносимі в літературі, більша часть журналів московських те і робить, що топтає в грязь українців, за те тільки, що вони українці“… Побачите, як цілий народ душать: бідних та темних — різкою, голодом, бідних та просвітних — теж голодом, поліцією, Сибіром. Чи задушать нас, не знаємо, будемо боротися за свою правду, поки життя стане. Як же нас розвіють по великому світу та вже живої душі не останеться на Україні, то не поминайте лихом та з нашого приміру учіться розпізнавати, що таке Москва».
Привертає увагу допис-огляд Левка Гончаренка «Значення Київського університету для українського народу», як також «Дещо про школи народні на Україні».
У січні 1864 видання «Мети» було перервано на 5-му числі. Але в березні 1865 К. Климкович відновив її, тепер уже як суто політичний часопис, двотижневик.
Останнє число «Мети» (18-е) вийшло в листопаді 1865 з таким редакційним коментарем:
«Через три майже роки боровся наш орган, заступаючи щиро народній інтерес спротиву ягелонам польським і московським… Сходимо з поприща з тою непоколебимою вірою, що наш народ не вмре, не загине, мимо всяких ударів польських і московських централістів, що ми колись встанемо до дальшої боротьби могучі і сильні».
В останньому своєму числі «Мета» представила нове плановане видання «Русалка».